# Emperor: The Rise of the Middle Kingdom
Az Emperor: The Rise of the Middle Kingdom a városépítőjáték-sorozat hatodik darabja, mely 2002-ben jelent meg a BreakAway Games és Impressions Games fejlesztésében, kiadója a Sierra Entertainment. Az Emperor a sorozat utolsó olyan eleme, mely a kétdimenziós izometrikus axonometriával készült, és az első, melybe a multiplayer játéklehetőség is bekerült. A sorozat többi tagjához hasonlóan a játék célja városok felépítése és fejlesztése, ezúttal az ókori Kínában, a Hszia-dinasztia idejétől a Szung- és Csin-dinasztiáig.

## A játék menete
A játék alapvető feladata minden küldetésben a város fenntartása. A lakosságot el kell látni élelemmel, fenntartani az egészségügyi színvonalat és megóvni a veszélyektől. Ha élelemmel és az alapvető termékekkel, szolgáltatásokkal megfelelően ellátott a város, növekedni fog. Ezen felül a játékosnak a kereskedelemmel és adókkal is jól kell bánnia a további fejlődés és terjeszkedés érdekében.
A játék során a játékosnak felajánlásokat kell tennie a hősöknek, akik ha elégedettek, meglátogatják a várost. Ez olyan haszonnal járhat, mint például az építési költségek csökkentése. A hősöknek négy csoportja van, az ősi hősök, a taoista hősök, a konfucianista hősök és a buddhista hősök. Ha az ősi hősök elégedetlenek, földrengéseket, árvizeket okozhatnak.
A játék során figyelnie kell az ellenségeire. Csapatokra van szükség a város védelmére, illetve falak is építhetőek a város köré, melyeket íjászok védenek.
Szintén feladat lehet egyes építmények felépítése, melyek pénzben és anyagban egyaránt költségesek. Általában a városnak előbb meg kell erősödnie gazdaságilag és katonailag, mielőtt az építést érdemes elkezdeni.

## Fogadtatás
Az Emperor: Rise of the Middle Kingdom jellemzően kedvező fogadtatásra talált. A Metacritic oldalán 100-ból 77 pontot ért el, egyéb médiában 61 és 93 pont közötti értékeket kapott. Az IGN kritikusa szerint azonban a helyszín, a hősök és kínai horoszkóp újdonsága mellett nem sok újat mutat a játék a sorozat előző elemeihez képest.

## Fordítás
- Ez a szócikk részben vagy egészben  az   Emperor: Rise of the Middle Kingdom című angol Wikipédia-szócikk ezen változatának fordításán alapul.  Az eredeti cikk szerkesztőit annak laptörténete sorolja fel. Ez a jelzés csupán a megfogalmazás eredetét és a szerzői jogokat jelzi, nem szolgál a cikkben szereplő információk forrásmegjelöléseként.